# Freccia Vallone 2001
La Freccia Vallone 2001, sessantacinquesima edizione della corsa, si svolse il 18 aprile 2001 per un percorso di 198 km da Charleroi al muro di Huy. Fu vinta dal belga Rik Verbrugghe, al traguardo in 4h50'03" alla media di 40,958 km/h.
Furono 106 i ciclisti che portarono a termine il percorso al traguardo di Huy.

## Squadre e corridori partecipanti
| N.      | Cod. | Squadra                          |
| ------- | ---- | -------------------------------- |
| 1-10    | FAS  | Fassa Bortolo                    |
| 11-20   | RAB  | Rabobank                         |
| 21-30   | LOT  | Lotto-Adecco                     |
| 31-40   | MAP  | Mapei-Quick Step                 |
| 41-50   | COF  | Cofidis, le Crédit par Téléphone |
| 51-59   | TEL  | Team Deutsche Telekom            |
| 61-70   | DFF  | Domo-Farm Frites                 |
| 71-80   | SAE  | Saeco Macchine per Caffè         |
| 81-90   | LIQ  | Liquigas-Pata                    |
| 91-100  | MCY  | Mercury-Viatel                   |
| 101-108 | ONC  | ONCE                             |
| 111-120 | CST  | CSC-WorldOnline                  |

| N.      | Cod. | Squadra                        |
| ------- | ---- | ------------------------------ |
| 121-130 | TAC  | Tacconi Sport-Vini Caldirola   |
| 131-139 | FES  | Festina                        |
| 141-148 | KEL  | Kelme-Costa Blanca             |
| 151-158 | LAM  | Lampre-Daikin                  |
| 161-168 | EUS  | Euskaltel-Euskadi              |
| 171-180 | BAN  | iBanesto.com                   |
| 181-190 | COA  | Team Coast                     |
| 191-200 | MER  | Mercatone Uno-Stream TV        |
| 201-210 | COS  | Collstrop-Palmans              |
| 211-220 | VLA  | Vlaanderen-T Interim           |
| 221-230 | LAN  | Landbouwkrediet-Colnago        |
| 231-240 | VDC  | Ville de Charleroi-New Systems |

## Ordine d'arrivo (Top 10)
| Pos. | Corridore            | Squadra       | Tempo    |
| ---- | -------------------- | ------------- | -------- |
| 1    | Rik Verbrugghe       | Lotto-Adecco  | 4h50'03" |
| 2    | Ivan Basso           | Fassa Bortolo | a 5"     |
| 3    | Jörg Jaksche         | ONCE-Eroski   | a 12"    |
| 4    | César Solaun         | iBanesto.com  | a 21"    |
| 5    | David Etxebarria     | Euskaltel     | s.t.     |
| 6    | Francesco Casagrande | Fassa Bortolo | s.t.     |
| 7    | Dario Frigo          | Fassa Bortolo | s.t.     |
| 8    | Davide Rebellin      | Liquigas-Pata | s.t.     |
| 9    | Michael Boogerd      | Rabobank      | s.t.     |
| 10   | Peter Luttenberger   | Tacconi Sport | s.t.     |